# Convención internacional sobre la protección de los derechos de todos los trabajadores migratorios y de sus familiares
La Convención internacional sobre la protección de los derechos de todos los trabajadores migratorios y de sus familiares es un tratado de la ONU que busca el respeto de los derechos de los trabajadores migrantes y de sus familias, tal como el nombre de dicha convención lo indica.
Esta convención, que fue adoptada el 18 de diciembre de 1990, tiene como base los textos 97 y 143 sobre los trabajadores migrantes de la Organización Internacional del Trabajo. El tratado entró en vigor el 1 de julio de 2003, luego de ser ratificado por al menos 20 Estados según lo dispuesto en el artículo 87 del convenio (Guatemala fue el país 20 en ratificarlo, el 13 de marzo de 2003). Entre los países que ratificaron el convenio no se encuentra ninguno perteneciente a la Unión Europea ni a América del Norte (con excepción de México), principales países beneficiarios de dicha mano de obra. En diciembre de 2024, el texto había sido ratificado por 60 países.

## Prioridades
- La convención internacional sobre los trabajadores migratorios da un marco jurídico mínimo, sobre las condiciones laborales de los trabajadores migratorios, quienes sufren, a menudo, difíciles condiciones laborales e incluso ser víctimas de redes de trata de personas.

- La convención busca implantar medidas para erradicar los movimientos migratorios clandestinos, castigando principalmente a traficantes, pero también a empleadores de migrantes en situación irregular.

## Estado de las ratificaciones y firmas

Ratificación
Firma solamente

La Convención requiere un mínimo de 20 ratificaciones antes de que pudiera entrar en vigor, alcanzándose dicho umbral el 14 de marzo de 2003.
A fecha de 18 de diciembre de 2019, habían ratificado la convención los siguientes países: Albania, Argelia, Argentina, Azerbaiyán, Bangladés, Belice, Bolivia, Bosnia y Herzegovina, Burkina Faso, Cabo Verde, Chad, Chile, Colombia, Costa de Marfil, Ecuador, Egipto, El Salvador, Filipinas, Fiyi, Ghana, Guatemala, Guinea, Guyana, Honduras, Indonesia, Jamaica, Kirguistán, Lesoto, Libia, Malí, Malaui, Marruecos, Mauritania, México, Mozambique, Nicaragua, Níger, Nigeria, Paraguay, Perú, Ruanda, Senegal, Serbia, Seychelles, Sri Lanka, San Vicente y las Granadinas, Siria, Tayikistán, Timor oriental, Togo, Turquía, Uganda, Uruguay, Venezuela y Zimbabue.
Además, varios países han firmado la Convención pero aún no la han ratificado. Esto significa que su gobierno ha manifestado su intención de adherirse a la Convención, pero no está obligado a hacerlo en el derecho internacional. Estos países son: Armenia, Benín, Camboya, Camerún, Chad, Comores, Congo, Gabón, Gambia, Guinea-Bisáu, Liberia, Montenegro, Palaos, Santo Tomé y Príncipe, Serbia, Sierra Leona y Togo.
Hasta el momento, los países que han ratificado la Convención son fundamentalmente países de origen de los migrantes. Para estos países, la Convención es un instrumento importante para proteger a sus ciudadanos en el exterior. En Filipinas, por ejemplo, la ratificación de la Convención tuvo lugar en un contexto caracterizado por varios casos de trabajadores filipinos que eran maltratados en el extranjero: tales casos lastiman a la población filipina y llevó a la ratificación de la Convención. Sin embargo, estos países son también países de tránsito y destino, y la Convención delinea su responsabilidad de proteger los derechos de los migrantes en su territorio.
Ningún Estado receptor de migrantes en Europa occidental ha ratificado el Convenio. Otros importantes países receptores, tales como Australia, los Estados Árabes del Golfo Pérsico, India, Sudáfrica y Estados Unidos no han ratificado la Convención.
La situación actual en el mundo con respecto a la inmigración deja entrever la posición de la gran mayoría de países con respecto a este tratado y con respecto a la recepción de inmigrantes.